# Iskandar Johor Open 2011
Het Iskandar Johor Open van 2011 is een golftoernooi in Maleisië van de Aziatische PGA Tour en de Europese PGA Tour.
Deze vijfde editie van het Iskandar Johor Open maakt sinds dit jaar deel uit van de Europese Tour. Het wordt van 17-20 november gespeeld op de Horizon Hills Golf & Country Club in Johor, Maleisië. Titelverdediger is Pádraig Harrington. Het prijzengeld is US$ 2.000.000.
Maleisië heeft hiermee twee toernooien dit jaar, het Maybank Malaysian Open werd in april gespeeld.
Op 1 en 2 november is een nationaal kwalificatietoernooi gespeeld voor acht startbewijzen. Deelnemers moeten de Maleisische nationaliteit hebben maar ook Amerikaanse amateurs mogen meedingen mits hun handicap lager is dan 3.0.

## Verslag
Weer een toernooi dat tot 54 holes is ingekort wegens storm- en regenachtig weer.
De par van de baan was 71. De eerste ronde maakte Joost Luiten een ronde van 63 waarmee hij aan de leiding ging. Dit toernooirecord werd niet meer gebroken. Vier spelers hadden een score van 64, Daniel Chopra, Grégory Bourdy, Pádraig Harrington en Marcus Fraser.
Na de tweede ronde stond Chopra aan de leiding nadat hij 65 maakte.
Na negen holes van de derde en laatste ronde had Luiten vijf birdies gemaakt en stond hij een slag voor op James Morrison en Pádraig Harrington. Chopra maakte een dubbel-bogey op hole 7 en viel af. Luiten en zijn ook zeer geroutineerde caddie Martin Gray maakten geen fouten en met een bogey-loze ronde en een score van -6 behaalde Luiten zijn eerste overwinning op de Europese Tour.
| Naam          | R1 | Score | Nr | R2 | Score | Totaal | Nr  | R3 | Score | Totaal | Nr |
| ------------- | -- | ----- | -- | -- | ----- | ------ | --- | -- | ----- | ------ | -- |
| Joost Luiten  | 63 | -8    | 1  | 70 | -1    | -9     | T13 | 65 | -6    | -15    | 1  |
| Daniel Chopra | 64 | -7    | T2 | 65 | -6    | -13    | 1   | 70 | -1    | -14    | 2  |

| Leider |  | Toernooirecord |

## De spelers
Er zullen 156 spelers meedoen, 67 van de Aziatische en Europese PGA Tour, 8 genodigden, 8 nationale en 6 internationale spelers die zich apart hiervoor kwalificeren.
| Europese Tour (op alfabet) - Fredrik Andersson Hed - Richard Bland - Grégory Bourdy - Gary Boyd - Mark Brown - Rafael Cabrera Bello - Alejandro Cañizares - Alex Cejka - Christian Cévaër - Rhys Davies - Stephen Dodd - Jamie Donaldson - Nick Dougherty - Bradley Dredge - Pelle Edberg - Kenneth Ferrie - Oliver Fisher - Ross Fisher - Mark Foster - Marcus Fraser - Stephen Gallacher - Ignacio Garrido - Anders Hansen - Søren Hansen - Pádraig Harrington - Grégory Havret - Michael Hoey - David Howell - Jeppe Huldahl - Raphaël Jacquelin - Thongchai Jaidee - Michael Jonzon - Anthony Kang | - Søren Kjeldsen - Jason Knutzon - Rick Kulacz - José Manuel Lara - Peter Lawrie - Danny Lee - Thomas Levet - Tom Lewis - Wen-chong Liang - Joost Luiten - Gareth Maybin - Paul McGinley - Ross McGowan - Damien McGrane - Colin Montgomerie - James Morrison - Christian Nilsson - Steven O'Hara - Louis Oosthuizen - Gary Orr - Hennie Otto - John Parry - Phillip Price - Richie Ramsay - Brett Rumford - Marcel Siem - Henrik Stenson - Scott Strange - Camilo Villegas - Anthony Wall - Steve Webster - Martin Wiegele - Danny Willett - Fabrizio Zanotti - Matthew Zions | Aziatische Tour (op rangorde) - Thongchai Jaidee - Jeev Milkha Singh - Wei-chih Lu - Rikard Karlberg - Wen-tang Lin - David Gleeson - Yih-Shin Chan - Himmat Singg Rai - Joonas Granberg - Chawalit Plaphol - Anirban Lahiri - Zaw Moe - Shiv Chowrasia - Udorn Duangdecha - Adam Groom - Thaworn Wiratchant - Peter Karmis - Mohd Siddikur - Marcus Both - Chinnarat Phadungsil - Darren Beck - Chapchai Nirat - Jyoti Randhawa - Hirotaro Naito - Mardan Mamat - Manav Jaini - Shiv Kapur - Guido van der Valk - Scott Hend - Scott Barr - Sung Lee - Rahil Gangjee - Marc Pacay | - Niall Turner - Ben Leong - Chih-bing Lam - Juvic Pagunsan - Tony Carolan - Unho Park - Danny Chia - Kwanchai Tannin - Antonio Lascuna - Iain Steel - Kunal Bhasin - Chris Rodgers - Adam Blyth - Digvijay Singh - Kodai Ichihara - Gavin Flint - Wen-hong Lin - Charlie Wi - Wen-teh Lu - Elmer Salvador - Gaurav Ghei - Lian-wei Zhang - Thiti Chuayprakong - Ter-chang Wang - Sujjan Singh - Joong-kyung Mo - Hyun-bin Park - Panupol Pittayarat - Tim Stewart - Adilson de Silva - Tjaart van der Walt | Invitaties - Kieran Pratt - Manny Villegas - Anthony Kim - Camilo Villegas - Daniel Chopra - Artemio Murakami Nationale kwalificatie - Wilson Choo - Nicholas Fung - Haziq Hamizan - S. Murthy - Ramasamy Nachimuthu - Mohd Sukree Othman - M. Sasidharan - S. Sivachandran |